# Marinos Ouzounidis
Marinos Ouzounidis (Alexandroupoli, 10 de outubro de 1968) é um treinador e ex-futebolista profissional grego, que atuava como defensor.

## Carreira
Marinos Ouzounidis se profissionalizou no Apollon Kalamarias, em 1986.

## Treinador
Marinos Ouzounidis Iniciou no Kappadokes Alexandroupolis em 2004.

### AEK Atenas
Assumiu o comando da equipe para a temporada 2018-2019.

### ARIS FC
Assumiu o comando da equipe para a temporada 2024-2025.

## Títulos

### Como jogador
Panathinaikos
- Superleague Greece (2): 1994–95, 1995–96
- Copa da Grécia (3): 1992–931, 1993–94, 1994–95
- Greek Super Cup (2): 1993, 1994

APOEL
- Cypriot First Division: 2001–02
- Cypriot Super Cup: 2002

### Como Treinador
APOEL
- Cypriot First Division: 2006–07